# Une ville pas comme les autres
Pour plus de détails, voir Fiche technique et Distribution.
Une ville pas comme les autres est un court métrage français de Claude Lelouch sorti en 1957. 
Ce documentaire qui dure 12 minutes a été projeté en couleur.